# Illocuzione
Per illocuzione o atto illocutorio si intende un termine tecnico introdotto da John L. Austin nel corso delle sue ricerche su ciò che egli chiama 'enunciati performativi' e quelli che chiama 'enunciati constativi'. Secondo l'esposizione originale di Austin, nel suo famoso libro Come fare cose con le parole, un atto illocutorio è:
1. Un atto la cui esecuzione è da rendere nota ad altre persone (Austin parla di 'accertamento della ricezione');
2. Un atto la cui prestazione coinvolge la produzione di ciò che Austin chiama 'conseguenze convenzionali' come, ad es., diritti, impegni od obblighi.

Ad esempio, affinché una promessa abbia valore devono essere rispettate alcune "condizioni di felicità", ovvero, in questo caso, come la presenza di testimoni. La frase "la dichiaro in arresto" ha per condizione di felicità quella che, a pronunciarla, sia un'autorità delle forze dell'ordine. La frase "vi dichiaro marito e moglie" ha per condizione di felicità quella che, a pronunciarla, sia un sindaco, un sacerdote, o un'autorità consona allo scopo, in un contesto adeguato.

## Indicatori della forza illocutoria
Gli indicatori e la forza illocutoria, secondo la concezione comune della nozione, mostrano come una data proposizione debba essere affrontata, quale forza illocutoria deve avere l'enunciato o quale atto illocutorio il parlante sta eseguendo. Altri esempi sono: l'ordine delle parole, l'accento, il contorno di intonazione, la punteggiatura, il modo del verbo, i verbi performativi e il contesto. In italiano gli indicatori delle forze illocutorie non sono sempre facilmente identificabili. A volte sono radicati nella struttura profonda della frase.

## Negazioni illocutorie
Una negazione illocutoria si può distinguere da una negazione proposizionale considerando la differenza tra "Non prometto di venire" e "Prometto di non venire". La prima è una negazione illocutoria - il 'non' nega la promessa. La seconda è una negazione proposizionale. Generalmente le negazioni illocutorie modificano il tipo di atto illocutorio.